# Mark Stuart
Mark Daniel Stuart (* 27. April 1984 in Rochester, Minnesota) ist ein ehemaliger US-amerikanischer Eishockeyspieler und derzeitiger -trainer, der im Verlauf seiner aktiven Karriere zwischen 2000 und 2018 unter anderem 699 Spiele für die Boston Bruins, Atlanta Thrashers und Winnipeg Jets in der National Hockey League (NHL) auf der Position des Verteidigers bestritten hat. Seine größten Karriereerfolge feierte Stuart, dessen Brüder Colin und Mike ebenfalls professionelle Eishockeyspieler waren, allerdings im Juniorenbereich mit dem Gewinn der U18- und U20-Weltmeistertitel mit den Juniorennationalmannschaften des US-amerikanischen Eishockeyverbands USA Hockey. Seit Juli 2022 ist Stuart als Assistenztrainer bei den Edmonton Oilers aus der NHL angestellt.

## Karriere

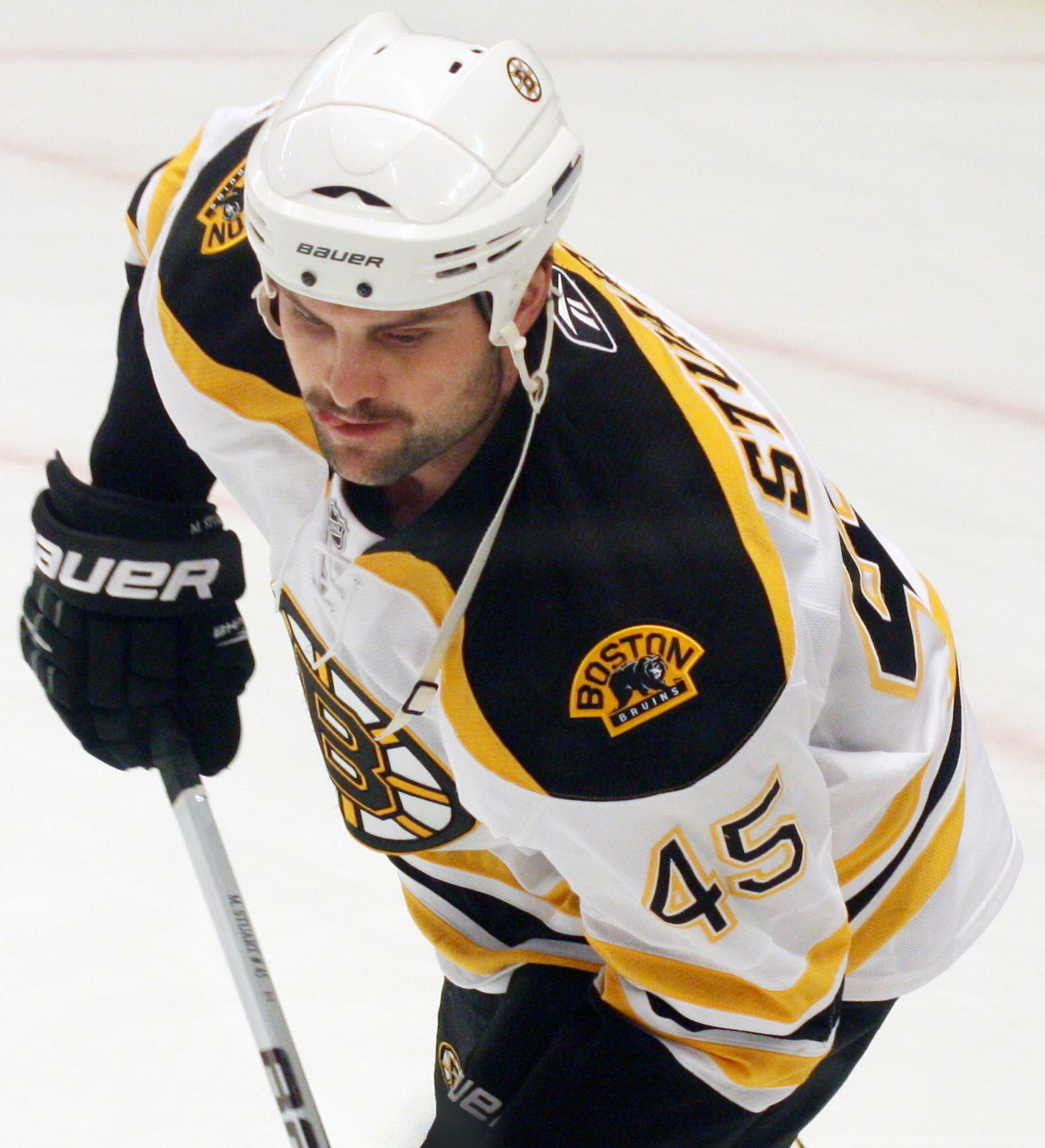
Stuart im Dress der Boston Bruins

Stuart spielte zunächst für die Rochester Mustangs in der US-amerikanischen Juniorenliga United States Hockey League (USHL), anschließend wechselte er ins Förderprogramm des nationalen Eishockeyverbands USA Hockey. Während seiner Studienzeit stand der Linksschütze für das Team des Colorado College in der Western Collegiate Hockey Association (WCHA), einer Liga im Spielbetrieb der National Collegiate Athletic Association (NCAA), auf dem Eis. Mit der Universität erreichte Stuart einmal das „Frozen Four“, die Endrunde um die Meisterschaft der NCAA, dort verloren die Tigers allerdings gegen den Rivalen und späteren Meister, die University of Denver. Beim NHL Entry Draft 2003 wurde der US-Amerikaner schließlich als 21. in der ersten Runde von den Boston Bruins ausgewählt.
Bereits 2004 hätte Stuart in die Organisation der Bruins wechseln können, aufgrund des NHL-Lockouts konnte dies jedoch erst zur Saison 2005/06 geschehen. Zunächst wurde der Abwehrspieler hauptsächlich bei den Providence Bruins, dem Boston-Farmteam in der American Hockey League (AHL), eingesetzt, eine Knieverletzung hinderte den US-Amerikaner auch in der folgenden Spielzeit daran, mehr Eiszeit in der NHL zu bekommen. Die Saison 2007/08 verbrachte Stuart ausschließlich bei den Boston Bruins, bei denen er 2008 einen neuen Vertrag unterzeichnete. Im Februar 2011 wurde er in einem Transfergeschäft an die Atlanta Thrashers abgegeben. Dem Franchise blieb der Verteidiger auch nach dem Umzug nach Winnipeg erhalten, wo er fortan für die Jets aktiv war. Insgesamt verbrachte Stuart sechs Jahre im Franchise der Winnipeg Jets, bevor ihm das Team im Juni 2017 sein verbleibendes Vertragsjahr ausbezahlte (buy-out) und er sich somit fortan als Free Agent auf der Suche nach einem neuen Arbeitgeber befand. Im Oktober 2017 wurde er schließlich von den Adler Mannheim aus der Deutschen Eishockey Liga (DEL) bis zum Ende der Saison 2017/18 verpflichtet. Im Anschluss daran beendete der 34-Jährige seine aktive Karriere.
Nach seinem Karriereende kehrte Stuart nach Nordamerika und in die Organisation der Winnipeg Jets zurück. Dort fungierte er in der Saison 2018/19 als Teammanager der Manitoba Moose, dem AHL-Farmteam der Jets. Anschließend begann er zur Spielzeit 2020/21 seine Trainerkarriere als Assistenztrainer an der University of Vermont. Nach einem Jahr wechselte er in selber Funktion an seine Alma Mater, das Colorado College. Vor der Saison 2022/23 wurde Stuart von den Edmonton Oilers aus der NHL verpflichtet und übernahm dort ebenfalls den Posten eines Assistenztrainers.

### International
Nach guten Leistungen in der Saison 2007/08 wurde Mark Stuart in den Kader der US-amerikanischen Nationalmannschaft für die Weltmeisterschaft 2008 berufen. Während des Turniers fungierte der Verteidiger als Assistenzkapitän des Teams. Drei Jahre später führte er das US-amerikanische Aufgebot bei der Weltmeisterschaft 2011 gar als Mannschaftskapitän an. Zuvor hatte Stuart bereits die U20-Junioren-Weltmeisterschaft 2003 bestritten und war 2004 U20-Juniorenweltmeister mit den US-Amerikanern geworden. Gleiches war ihm im Jahr 2002 bei der U18-Junioren-Weltmeisterschaft gelungen.

## Erfolge und Auszeichnungen
| - 2003 WCHA All-Rookie Team - 2004 WCHA Third All-Star Team - 2005 WCHA Defensive Player of the Year | - 2005 WCHA Second All-Star Team - 2005 NCAA West First All-American Team |

### International
- 2002 Goldmedaille bei der U18-Junioren-Weltmeisterschaft
- 2004 Goldmedaille bei der U20-Junioren-Weltmeisterschaft

## Karrierestatistik

### International
Vertrat die USA bei:
| - U18-Junioren-Weltmeisterschaft 2002 - U20-Junioren-Weltmeisterschaft 2003 - U20-Junioren-Weltmeisterschaft 2004 | - Weltmeisterschaft 2008 - Weltmeisterschaft 2011 |

(Legende zur Spielerstatistik: Sp oder GP = absolvierte Spiele; T oder G = erzielte Tore; V oder A = erzielte Assists; Pkt oder Pts = erzielte Scorerpunkte; SM oder PIM = erhaltene Strafminuten; +/− = Plus/Minus-Bilanz; PP = erzielte Überzahltore; SH = erzielte Unterzahltore; GW = erzielte Siegtore; 1 Play-downs/Relegation; Kursiv: Statistik nicht vollständig)